# Kungsäters distrikt
Kungsäters distrikt är ett distrikt i Varbergs kommun och Hallands län. 
Distriktet ligger nordost om Varberg. 

## Tidigare administrativ tillhörighet
Distriktet inrättades 2016 och utgörs av socknen Kungsäter i Varbergs kommun.
Området motsvarar den omfattning Kungsäters församling hade vid årsskiftet 1999/2000.